# Rudolf I van Soissons
Rudolf I van Soissons, ook bekend als Rudolf III van Nesle en bijgenaamd de Goede (overleden op 4 januari 1235), was van 1180 tot aan zijn dood graaf van Soissons. Hij behoorde tot het huis Nesle.

## Levensloop
Rudolf I was de derde zoon van heer Rudolf II van Nesle, tevens burggraaf van Brugge, en Gertrudis, dochter van graaf Lambrecht van Montaigu.
Na de dood van zijn oudste broer Cono werd Rudolf in 1180 graaf van Soissons, terwijl het burggraafschap Brugge en de heerlijkheid Nesle geërfd werden door zijn oudere broer Jan I. In 1184 kwam hij tevens in het bezit van de burcht van Noyon.
In het gevolg van koning Filips II van Frankrijk nam Rudolf deel aan de Derde Kruistocht, waar hij zich onderscheidde bij het Beleg van Akko. Na zijn terugkeer naar Frankrijk werd Rudolf een vertrouweling van de Franse koning en ondersteunde hij hem bij de strijd tegen het huis Plantagenet. In 1214 vocht hij in de zegerijke Slag bij Bouvines. Rudolf was tot in het buitenland bekend om zijn ridderlijkheid bij zijn handelingen. Paus Honorius III vergeleek hem in 1216 in een brief met het licht van een kaars.
In 1216 begeleidde Rudolf I de Franse kroonprins Lodewijk de Leeuw bij de invasie van Engeland. Daarna nam hij in 1218 deel aan de belegering van Toulouse tijdens de zogeheten Albigenzenkruistocht, waarbij de aanvoerder van de kruisvaarders, Simon IV van Montfort, gedood werd. Na de dood van koning Lodewijk VIII in 1226 steunden Rudolf I van Soissons en zijn zoon Jan II regentes Blanca van Castilië tegen de rebellerende baronnen onder leiding van Peter Mauclerc.
Rudolf overleed in januari 1235 en werd bijgezet in de cisterciënzersklooster van Longpont, die in 1227 in het bijzijn van de jonge koning Lodewijk IX van Frankrijk was ingewijd.

## Huwelijken en nakomelingen
Rond 1183 huwde Rudolf met zijn eerste echtgenote Adela (1144/1145-1210), dochter van graaf Robert I van Dreux. Rudolf was dan weer de vierde echtgenoot van Adela. Ze kregen volgende kinderen:
- Gertrudis (overleden in 1220/1222), huwde eerst met graaf Jan van Beaumont-sur-Oise en daarna met Matheus II van Montgomery, Connétable van Frankrijk
- Eleonora (overleden in 1229/1234), huwde eerst met graaf Matheus III van Beaumont-sur-Oise en daarna met Stefanus van Sancerre, heer van Châtillon-sur-Loing.

Zijn tweede echtgenote was Yolande, wier afkomst onbekend gebleven is. Ze kregen volgende kinderen:
- Jan II (overleden in 1270/1272), graaf van Soissons
- Rudolf (overleden in 1270), heer van Coeuvres en troubadour

Zijn derde echtgenote was Ada (overleden na 1249), dochter van heer Jacob van Avesnes. Dit huwelijk bleef kinderloos.

## Voorouders
| Voorouders van Rudolf I van Soissons (-1235) | Voorouders van Rudolf I van Soissons (-1235)             | Voorouders van Rudolf I van Soissons (-1235)             | Voorouders van Rudolf I van Soissons (-1235)             | Voorouders van Rudolf I van Soissons (-1235)             | Voorouders van Rudolf I van Soissons (-1235)             | Voorouders van Rudolf I van Soissons (-1235)             | Voorouders van Rudolf I van Soissons (-1235)             | Voorouders van Rudolf I van Soissons (-1235)             |
| -------------------------------------------- | -------------------------------------------------------- | -------------------------------------------------------- | -------------------------------------------------------- | -------------------------------------------------------- | -------------------------------------------------------- | -------------------------------------------------------- | -------------------------------------------------------- | -------------------------------------------------------- |
| Overgrootouders                              | ? (-) ∞ ? (-)                                            | ? (-) ∞ ? (-)                                            | ? (-) ∞ ? (-)                                            | ? (-) ∞ ? (-)                                            | Conon van Montaigu (-1106) ∞ Ida (-)                     | Conon van Montaigu (-1106) ∞ Ida (-)                     | ? (-) ∞ ? (-)                                            | ? (-) ∞ ? (-)                                            |
| Grootouders                                  | Rudolf I van Nesle (-) ∞ Rainurde (-1207)                | Rudolf I van Nesle (-) ∞ Rainurde (-1207)                | Rudolf I van Nesle (-) ∞ Rainurde (-1207)                | Rudolf I van Nesle (-) ∞ Rainurde (-1207)                | Lambert van Montaigu (-1140) ∞ ? (-)                     | Lambert van Montaigu (-1140) ∞ ? (-)                     | Lambert van Montaigu (-1140) ∞ ? (-)                     | Lambert van Montaigu (-1140) ∞ ? (-)                     |
| Ouders                                       | Rudolf II van Nesle (-1160) ∞ Gertrudis van Montaigu (-) | Rudolf II van Nesle (-1160) ∞ Gertrudis van Montaigu (-) | Rudolf II van Nesle (-1160) ∞ Gertrudis van Montaigu (-) | Rudolf II van Nesle (-1160) ∞ Gertrudis van Montaigu (-) | Rudolf II van Nesle (-1160) ∞ Gertrudis van Montaigu (-) | Rudolf II van Nesle (-1160) ∞ Gertrudis van Montaigu (-) | Rudolf II van Nesle (-1160) ∞ Gertrudis van Montaigu (-) | Rudolf II van Nesle (-1160) ∞ Gertrudis van Montaigu (-) |